# オック語
オック語（オックご、occitan オック語発音: [utsiˈta, uksiˈta] または lenga d'òc オック語発音: [ˈleŋɡɒ ˈðɔ(k)]）は、ロマンス語の一つで、フランスの南部、正確にはロワール川以南のうち、現在のローヌ＝アルプ地域圏一帯とバスク語圏やカタルーニャ語圏を除いた地域で使われる諸言語の総称である。フランス以外にもイタリアのピエモンテ州の一部で話されている。スペインのカタルーニャ州アラン谷でもオック語の一つであるガスコーニュ語の方言アラン語を話し、2010年にカタルーニャ州の公用語に加えられた。
政治的な理由からフランス語の方言（オイル語）の派生語に分類されてきたが、スペイン語、イタリア語、フランス語同様、俗ラテン語から派生したロマンス語の一つである。ガロ・ロマンス系のフランス語（オイル語）よりむしろイベロ・ロマンス系のカタルーニャ語に近い。
オック語を第一言語とする話者は、78万9,000人と推計されている。

## 歴史
名称の由来は、現代標準フランス語の oui（「はい」の意）に当たる言葉が oc であったからとされ、中世イタリアの詩人ダンテも著書で言及している（一方、標準フランス語とされているロワール川以北では oïl であったことからオイル語と呼ばれる）。そもそも北フランスと南フランスは地理的に近いながらも大きく異なる歴史を経て今日に至っており、それが言語的対立の遠因となっている。
北フランスは中世初期に東方から侵攻して来たフランク族に支配され、その王国（フランク王国）が進めた中央集権化政策の下、ゲルマン語派に属するフランク族の言葉と俗ラテン語が混ざり合い形成されたオイル語が盛んに広められた。フランク王国が消滅し後裔のフランス王国が北フランスを支配する時代になっても、この傾向は続いた。一方、南フランスは様々な理由からフランク王国の完全な支配下には入らず、幾つかの貴族領に分かれて独自性を保ったので、その言葉もロマンス諸語としての特徴を色濃く残した言語として発展し、オック語となった。中世時代の南フランスではオック語の文学作品や詩が盛んに記され、これは今日のオック語研究の要となっている。
フランスの北と南が本質的に統一されたのは、宗教的対立をきっかけにして起きたアルビジョワ十字軍（1209年–1229年）によってであり、この戦いに敗れた南仏諸侯は北仏諸侯に服従した。フランス王国はオック語を歪んだ存在として否定し、公的な価値を剥奪した（ヴィレール＝コトレの勅令）。オック語は公式の言葉ではなくなったが、民衆の話言葉として密かに生き残った。その後、フランス革命が勃発するとオック語を公用語とする自治区の形成が試みられたが、急進左派（ジャコバン派）の反発で頓挫してしまう。革命が潰えてもオック語復権の機運は消えなかったが、高まる運動が分離主義につながるのを危惧したフランス政府は、1881年の法律で学校におけるオック語教育を禁止した。しかし20世紀の初め、プロヴァンス語（オック語の一方言）の文学者フレデリック・ミストラルがノーベル文学賞を受賞し、オック語話者を大いに勇気づけた。
フランスは近代国家による中央集権化の一環として言語の人為的操作を最も強硬に、また早い段階で進めてきた国家であり、方言禁止政策や標準語という名の人工言語の制定などは他の国家にとってのモデルケースとなった。しかし、こうした行為はかつてのローマ化と同じ緩やかな民族浄化政策と呼びうるものであり、特に冷戦終結後の欧州では欧州共同体が地方言語の保護を加盟各国に促すなど、見直しが進められつつある。それでも欧州共同体の中核を成すフランス政府は、依然として地方言語を方言として弾圧し、1999年にはシラク大統領が言語保護の条約署名を拒否している。2008年6月21日にはフランス上院が地方言語の保護を求める条例を否決、南部で大きなデモ活動が行われた。
マスメディアの浸透もあってオック語は窮地に立たされており、オック語話者の高齢化も指摘され、この言葉を若い世代にどうやって継承するかが重要なテーマとなりつつある。

## 方言

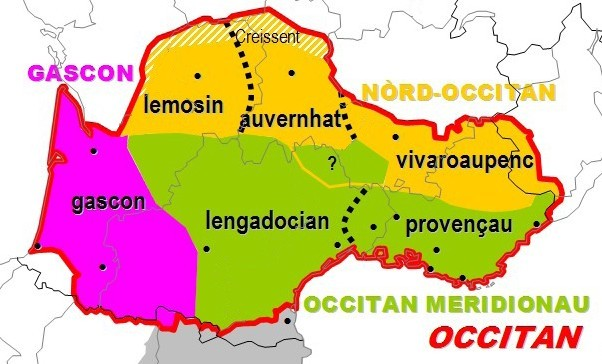
オック語の方言 (Pèire Bèc作成)

オック語自体も当然ながら地域によって違いがあり、大きく北オック語、南オック語、ガスコーニュ語の3つの方言群に分けられる。
- 北オック語
  - リムーザン語
  - オーヴェルニュ語
  - ビバロ・アルピーネ語
- 南オック語
  - プロヴァンス語
    - ニサール語（プロヴァンス語の方言）

  - ラングドック語
- ガスコーニュ語
  - アラン語

## 表記法
オック語の主な表記法としては、19世紀にフレデリック・ミストラルがプロヴァンス語での詩作に用いたノルモ・ミストラレンコ（normo mistralenco、「ミストラルの標準」）と呼ばれる正書法と、20世紀にルイ・アリベールによってトゥルバドゥールの用いた表記法とラングドック語をもとに規範化されたノルモ・クラスィコ（Nòrma classica、「古典的な標準」）と呼ばれる正書法がある。オック語発展を目指す機関であるオクシタン研究院及びオック語評議会ではともにノルモ・クラスィコを正書法として採用している。

## オクシタニア

オクシタニア旗

オクシタニアとはオック語話者が居住する地域の総称で、フランス南部（ロワール川以南）、イタリアのピエモンテ州の一部、スペインのカタルーニャ州アラン谷などを含み、人口は1400万に達する。近代以降、数多くの例があるとおり、言語の違いは異なった帰属意識を生む可能性をもっている。それはオック語を用いる人々の間でも変わらず、多くの人々はオック語の第2公用語化やより強力な自治権を希望し、少数ながら独立を画策する者もいるとされる。
フランス南部地域を指す呼称ラングドック (Langue d'oc) は、かつて「オック語が話された地域」を意味する。